# Debussy Heights
Debussy Heights är en kulle i Antarktis. Den ligger i Västantarktis. Argentina, Chile och Storbritannien gör anspråk på området. Toppen på Debussy Heights är 1 300 meter över havet.
Terrängen runt Debussy Heights är huvudsakligen kuperad, men åt sydost är den bergig. Debussy Heights ligger uppe på en höjd som går i nord-sydlig riktning. Debussy Heights är den högsta punkten i trakten. Trakten är obefolkad. Det finns inga samhällen i närheten.